# Гье Мьян, Рольф-Кристель
Рольф-Кристель Гье Мьян (фр. Rolf-Christel Guié-Mien; 28 октября 1977, Браззавиль) — конголезский футболист, бывший игрок национальной сборной.

## Карьера
Рольф-Кристель Гье Мьян начал свою спортивную карьеру в клубе «Интер» из Браззавиля. В 1997 году из Конго переехал в немецкий клуб «Карлсруэ», где сразу стал игроком основного состава, но не смог уберечь свой клуб от вылета из Бундеслиги.
В 1999 году подписал контракт с франкфуртским Айнтрахтом, но год спустя и эта команда покинула лигу сильнейших.
В 2003 году перешел в состав «Фрайбурга», а через год — в «Кёльн», но в этих клубах конголезец не стал игроком стартового состава, в основном выходя на замену на последних минутах. На этот же период пришлась длительная безголевая серия Гье Мьяна, составившая более 50 матчей.
После истечения контракта с «Кёльном» играл в низших лигах в составе «Заксена», «Рот-Вайсса» из Эссена и «Падерборна». В 2012 году объявил о завершении карьеры, но в 2014 году вернулся в футбол, выступая в составе полупрофессионального клуба «SSV Merten».
В сборной Конго дебютировал в 1996 году и за 12 лет международной карьеры сыграл за главную команду 27 матчей. Принимал участие в Кубке африканских наций 2000 года, но там конголезцы выступили неудачно, проиграв две игры из трех и не забив ни одного гола, а сам Гье Мьян сыграл только одну игру против сборной Туниса.